# Halle aux veaux (La Ferté-Gaucher)
Die Halle aux veaux (deutsch Kälberhalle) in La Ferté-Gaucher, einer französischen Gemeinde im Département Seine-et-Marne in der Region Île-de-France, wurde 1880 bis 1882 errichtet. Die Markthalle, am damaligen Rande des Ortes, diente dem Kälberhandel, der seit dem beginnenden 19. Jahrhundert hier stattfand. Die Halle ist ein geschütztes Kulturdenkmal.

## Lage, Kurzbeschreibung
Die Halle des veaux liegt mit ihrer langgestreckten Hauptfront entlang der Avenue du General Leclerc. Die südliche schmale Giebelseite wird von der Rue André Maginat begrenzt.
Das einstöckige Gebäude besteht aus einer Stahlkonstruktion mit Trägern aus Gusseisen, im Inneren befindet sich eine Plattform, die 80 Zentimeter über dem Straßenniveau liegt. Poller, ebenfalls aus Gusseisen an jedem Stand, dienten zum Anbinden der Tiere. In der neuen Halle gab es Platz für 168 Kälber. Die Halle ist mit einem flach geneigten Pultdach versehen, alle Wände werden von senkrechten Stahlstützen gebildet, zwischen denen vom Sockel bis zur Decke reichende halbdurchsichtige Glasfenster angeordnet sind. Die Grundfläche des Bauwerks beträgt rund 33 mal 15 m.

## Geschichte
An dieser Stelle gab es in La Ferté-Gaucher schon seit 1847 einen großen Viehmarkt, auf dem vor allem Kälber gehandelt wurden. Der Gemeinderat beschloss aber bald, eine geschlossene Halle zu bauen, die den Bedürfnissen dieses Marktes besser entsprach. Der Architekt Victor Baltard wurde gewonnen, der die Baupläne erstellte und die Bauleitung innehatte. Sein Entwurf orientierte sich an der gusseisernen Zentralmarkthalle, die er zuvor in Paris errichtet hatte. Für den Bau der neuen Halle wurde die vorherige langrechteckige Holzkonstruktion abgetragen, die in der Mitte offen und deren Boden mit Pflastersteinen bedeckt gewesen ist.
Bis zum Jahr 1910 wechselten hier Tiere den Besitzer, bis 1919 diente das Bauwerk noch weiter als Markthalle. Nach Einstellung des Marktbetriebs erfolgte ein Umbau zu einer Mehrzweckhalle, die heute unter ABC-Säle vermarktet wird. Unmittelbar an der Straßenseite befinden sich nun Parkplätze für Besucher. Die letzte komplette Renovierung des nationalen Kulturdenkmals erfolgte 1996/97, bei welcher sie weitestgehend in ihren Originalzustand zurückversetzt wurde.
Inzwischen finden hier die unterschiedlichsten Kulturveranstaltungen statt wie Verlosungen, Messen und Börsen, dienstags werden auch Tische für die Mitglieder des Vereins «Une autre Saison» gedeckt. Die ABC-Säle zählen zu den meist genutzten Einrichtungen im Ort.
Im Jahr 2022 feierte die Gemeinde den 140. Jahrestag der Eröffnung der historischen Kälberhalle.

## Sonstiges
Kälbermarkthallen, teilweise offen, waren zu Beginn des 19. Jahrhunderts in vielen französischen Orten verbreitet. Dazu gehören unter anderem Paris, Montargis, Ferrières-en-Gâtinais und Briouze. Die meisten sind erhalten und werden häufig auch als Markthallen, sogar auch für den Kälberhandel, weiter genutzt.